# Agapanthia asphodeli
Agapanthia asphodeli är en skalbaggsart som först beskrevs av Pierre André Latreille 1804.  Agapanthia asphodeli ingår i släktet Agapanthia och familjen långhorningar.
Artens utbredningsområde är:
- Corsica.
- Frankrike.
- Portugal.
- Ukraina.
- Malta

Inga underarter finns listade i Catalogue of Life.

## Bildgalleri

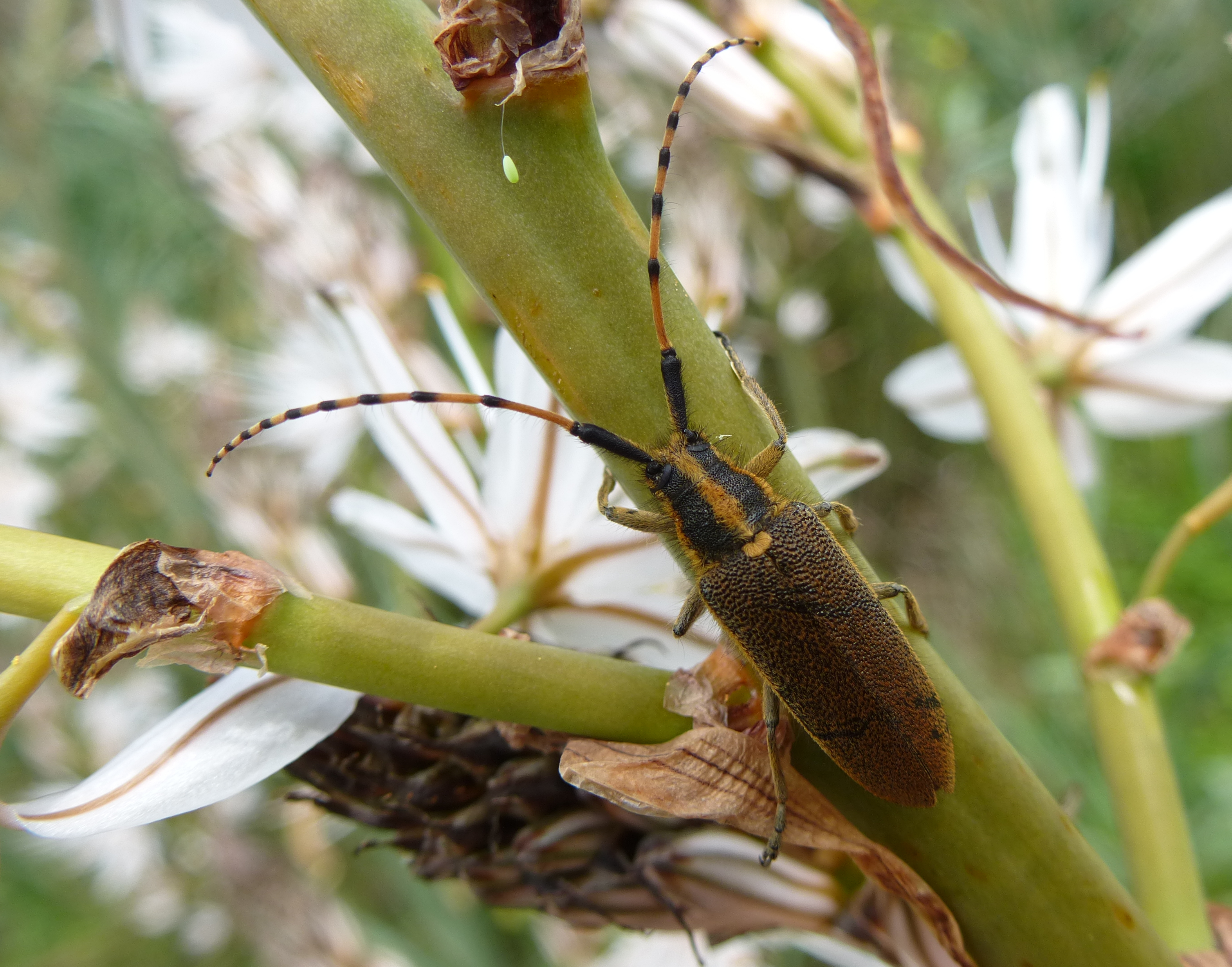
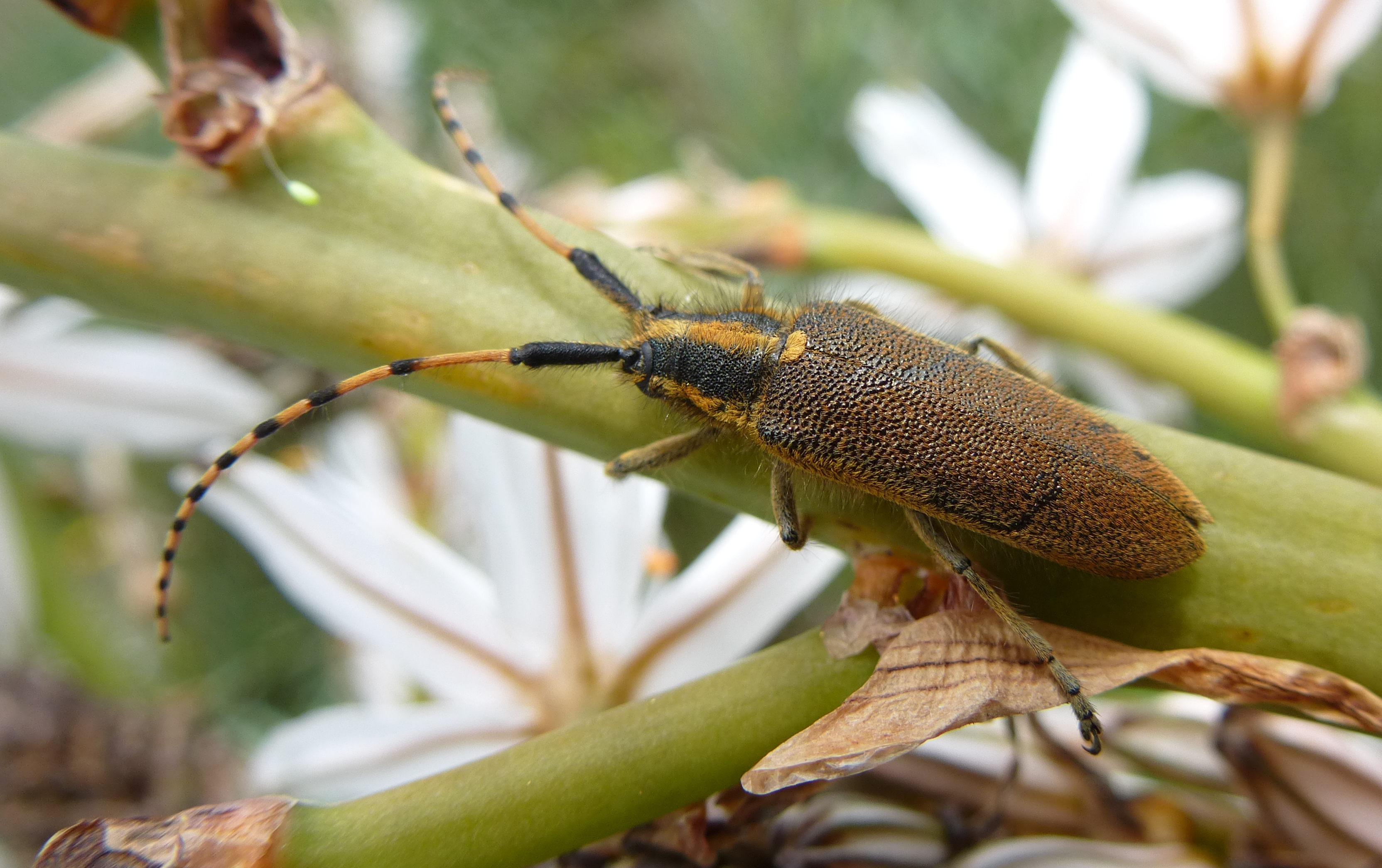